# جرمایا بی. هوول
جرمایا بی. هوول (به انگلیسی: Jeremiah Brown Howell) سناتور سابق عضو حزب دموکرات-جمهوری‌خواه بود. وی در سال ۱۸۱۱ تا ۱۸۱۷ میلادی سناتور ایالت رود آیلند در سنای ایالات متحده آمریکا بود.